# Finn Laudrup
Finn Laudrup, född 31 juli 1945, är en dansk före detta fotbollsspelare. Laudrup är särskilt känd för sin period i Kjøbenhavns Boldklub, men representerade också Vanløse IF, Wiener Sport-Club, Brønshøj Boldklub och Brøndby IF. Laudrup gjorde 19 A-landskamper och 6 mål för det danska landslaget. Hans spelstil var elegant och han var bra på att dribbla samt målfarlig.
Finn Laudrup är far till fotbollsspelarna Michael och Brian Laudrup.